# Iepure de prerie
Iepurele de prerie sau al preriilor (Lepus townsendii) este o specie de mamifer din familia iepurilor, Leporidae. Este găsit în Canada și SUA. Uniunea Internațională pentru Conservarea Naturii a clasificat această specie ca fiind neamenințată cu dispariția.

## Taxonomie
Lepus townsendii a fost descrisă științific pentru prima oară în 1839 de John Bachman. În anul 1964, Gureev a plasat specia în subgenul Proeulagus sub denumirea Lepus campestris, iar în anul 1998, Averianov a plasat-o în subgenul Eulagos. Există două subspecii recunoscute ale speciei Lepus townsendii: Lepus townsendii campanius (Bachman, 1839) și Lepus townsendii townsendii (Hollister, 1915).

## Descriere
Iepurele de prerie este o specie de iepure propriu-zis de dimensiune mare, dar iepurele polar (Lepus arcticus) și iepurele arctic (Lepus othus), două specii care sunt găsite mai departe înspre nordul Americii de Nord, au mărime mai mare. Lungimea unui astfel de iepure este la maturitate de 56–65 cm, incluzând o coadă ce măsoară 6,6–10,2 cm, iar greutatea este de 2,5–4,3 kg. Din iarnă până în primăvară, greutatea tinde să crească la femele datorită pregnanței, dar scade din cauza stresului provocat în competițiile de împerechere la masculi. Prin urmare, femele din Iowa au ajuns să cântărească în medie 3,600 g iarna și 3.800 g primăvara, iar masculii în medie 3.400 g iarna și 3.100 g primăvara. La cea mai nordică extremitate a arealului său, poate fi de aproape două ori mai mare decât în mijlocul arealului său. În Saskatchewan, au fost înregistrate specimene rare care întreceau 9 kg. Urechile sale gri, mari și distinctive cu vârfuri negre sunt maro-castanii și albe înăuntru. Picioarele din spate îi sunt lungi și puternice, lucru caracteristic iepurilor propiu-zișii. Spatele, coastele și membrele sunt maro-închise sau maro-cenușii, iar părțile inferioare sunt de o nuanță pală de gri. Urechea, pornind de la crestătură, măsoară 10–11,3 cm, pe când labele picioarelor din spate măsoară 14,5–16,5 cm. Coada este albă, deasupra cu o dungă centrală închisă. Femelele sunt ceva mai mari decât masculii. În populațiile din nord, acești iepuri năpârlesc, iar corpul lor devine alb peste tot, cu excepția urechilor. În general, nu scot niciun sunet, dar emit un țipăt strident dacă sunt răniți sau amenințați.

## Răspândire și habitat
Iepurele de prerie este originar din părți ale vestului și centrului Americii de Nord. Arealul său cuprinde Columbia Britanică, Alberta, Saskatchewan, Manitoba și Ontario din Canada și Washington, Oregon, California, Nevada, Utah, Idaho, Montana, Wyoming, Colorado, New Mexico, Dakota de Nord, Dakota de Sud, Nebraska, Kansas, Minnesota, Wisconsin, Iowa, Missouri și Illinois din Statele Unite ale Americii. Se găsește pe câmpii și în prerii și pe pajiști alpine cu conifere dispersate aflate la o altitudine de până la circa 3.100 m în Colorado. Cea mai ridicată înălțime la care a fost găsit un specimen din această specie este de 4.319 m pe Vârful Bross, Colorado, iar cea mai joasă este de 30 m în altă locație. Iepurele de prerie este ceva mai mare decât iepurele de California (Lepus californicus), iar acolo unde arealurile lor se suprapun sunt segregați de habitatul lor, căci iepurele de prerie tinde să trăiască la altitudini mai mari, pe când iepurele de California în habitate aride situate mai jos.
Iepurii de prerie sunt adesea observați în parcuri urbane și în parcuri suburbane în vestul Canadei. Oamenii văd des iepurași singuri ziua și primăvara, și presupun în mod eronat că sunt abandonați de mamele lor. Edmonton Humane Society a emis declarații publice cerând ca iepurașii să nu fie aduși în adăposturi pentru animale.

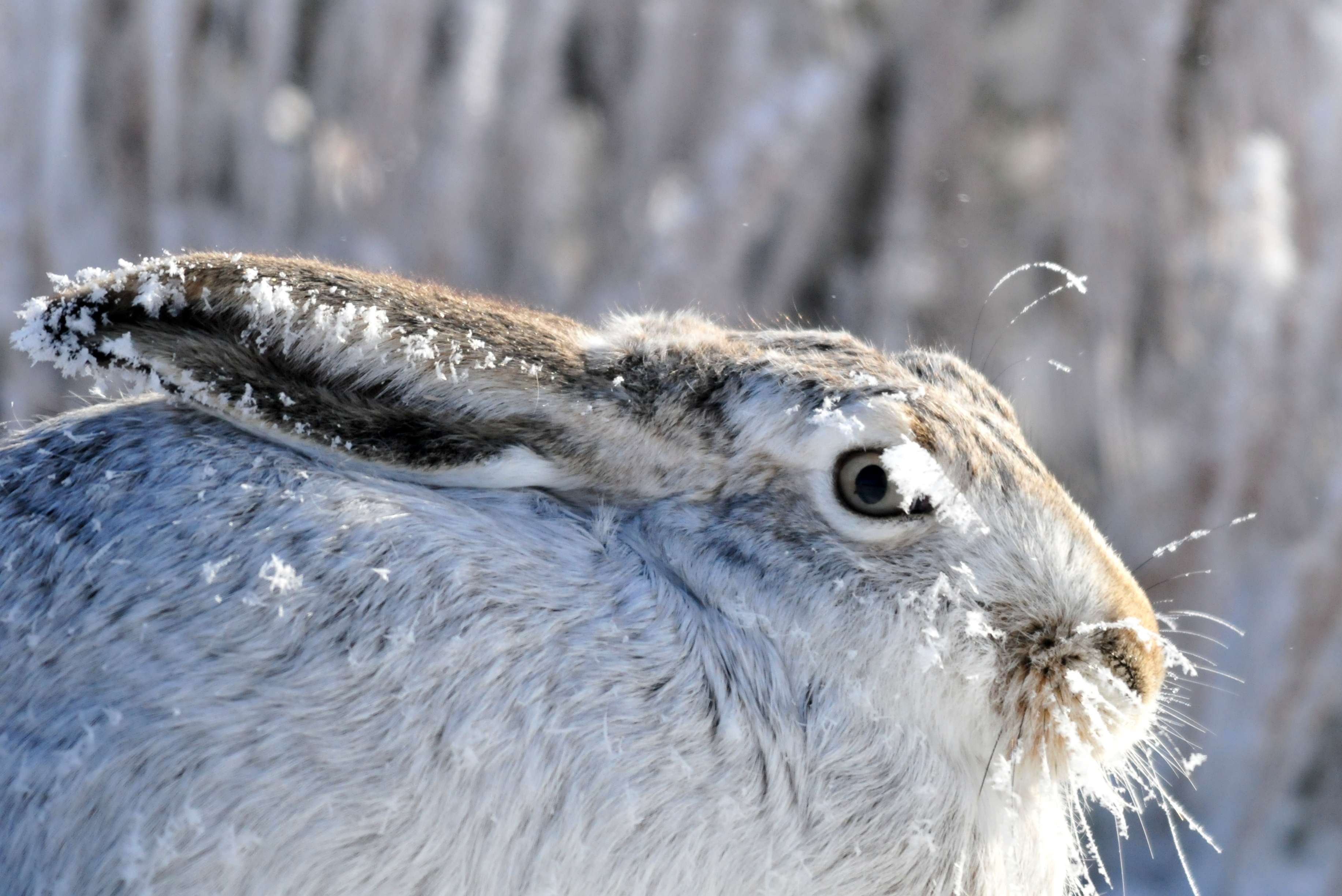
Iepure de prerie în zăpadă în Seedskadee National Wildlife Refuge, Wyoming

## Comportament și reproducere

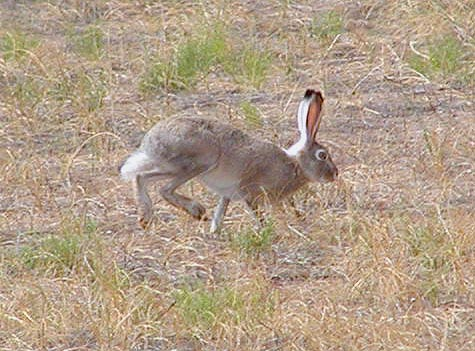
Individ alergând în Great Sand Dunes National Park and Preserve

Iepurele de prerie este nocturn, în timpul zilei stând într-o adâncitură puțin îngustă ascunsă în sol sub vegetație, iar pe la amurg ivindu-se pentru a se hrăni. Adânciturile acestea au 46–61 cm în lungime, 20–30 cm în lățime și până la 20 cm în adâncime. Adesea, căi discernabile duc departe de adâncitură și altele printre plante în locurile de hrănire frecvent vizitate. În zăpada din timpul iernii, adânciturile sunt interconectate, cu structuri ca de peșteră. Acest iepure este o specie solitară ce se hrănește cu graminee și alte plante verzi, incluzând culturi cultivate. În partea de sud a statului Colorado, începând cu vara și continuând cu toamna până iarna, dieta a variat de la 70 % (vara) până la 4 % (iarna) în plante erbacee negraminoide cu flori⁠(en)[traduceți], de la 43 % (toamna) până la 4 % (iarna) în graminee și de la 76 % (iarna) până la 7 % (vara) în plante din desișuri. În timpul iernii, dieta sa include muguri, crenguțe și scoarță. Tinde să fie mai selectiv în tendințele sale alimentare față de iepurele de California, aspect ce îl dezavantajează acolo unde arealurile lor se suprapun. Vederea sa este bună, auzul excelent și mustățile îi sunt sensibile și probabil este capabil să detecteze indicii olfactive cu privire la faptul dacă un alt iepure este gata să se reproducă.
Sezonul de reproducere este variabil și depinde de latitudine și factori ai mediului înconjurător; se extinde din februarie până în iulie în diferite părți ale arealului. Câțiva masculi pot concura agresiv pentru a atrage atenția unei femele aruncându-se unul asupra altuia, sărind și înghiontindu-se. Ovulația de către femeie are loc după copulație. Perioada de gestație este de în jur de 42 de zile și în pregătire pentru naștere, femela pregătește un cuib căptușit cu blană sub vegetație deasă. Un rând de pui poate consta în până la 11 pui, cu toate acestea, 4 sau 5 este un număr întâlnit mai des. Juvenilii cântăresc circa 100 g. Puii au ochii deschiși și au blană peste tot direct de la naștere și imediat încep să meargă împrejur. Încep să caute hrană pe la vârsta de două săptămâni și sunt înțărcați pe la patru săptămâni. Pe la vârsta de șapte luni ating maturitatea sexuală, dar nu se reproduc până la anul de după nașterea lor.

## Ecologie
Iepurii de prerie influențează compoziția vegetației terenurilor prin activitatea lor selectivă de a mânca vegetație. Reprezintă o pradă importantă pentru diverși prădători mamiferi. Se întâmplă ocazional ca vulpile roșii (Vulpes vulpes) și vulpile cenușii de câmp (Urocyon cinereoargenteus) să prindă adulți de dimensiune mare. Probabil reprezintă o pradă mai importantă pentru carnivore de mărime medie precum bursucul american (Taxidea taxus), coiotul (Canis latrans) și râsul roșu (Lynx rufus), și pradă suplimentară mică pentru unele mari ca puma (Puma concolor) și lupul cenușiu (Canis lupus). Șerpii îi atacă uneori (de obicei pe cei mai tineri), iar printre păsările care îi vânează se numără vulturi, anumite păsări din familia Accipitridae și bufnițe. Acvila de munte (Aquila chrysaetos) și vulturul de mare cu cap alb (Haliaeetus leucocephalus) sunt singurele păsări răpitoare care sunt destul de mari pentru a prinde în mod regulat iepuri de prerie dezvoltați complet, cu toate că Buteo regalis și bufnița virginiană (Bubo virginianus) pot prinde ocazional un adult, deși aceste două specii din urmă și alte păsări răpitoare atacă de obicei juvenili. Încearcă să evite detectarea, ghemuindu-se în vegetație unde coloritul lor criptic îi face dificil de observat. Se pot furișa, dar dacă sunt detectați saltă cu viteză, adoptând o traiectorie în zigzag. Pot alerga cu o viteză de maxim 55 km/h și sălta până la 5 m. Sunt de asemenea vânați și mâncați de oameni.

## Stare de conservare
Uniunea Internațională pentru Conservarea Naturii a clasificat specia Lepus townsendii ca fiind neamenințată cu dispariția pentru că are un areal extins și este destul de comună de-a lungul majorității arealului său. Mărimea populației poate scădea ușor, dar nu la o rată care ar justifica includerea speciei într-o categorie amenințată.
În Wyoming, totuși, a devenit rară în Parcul Național Grand Teton, unde nu a fost văzută recent. A purtat pentru scurt timp reputația că ar fi dispărut din Parcul Național Yellowstone, unde era cândva abundentă. Este acum clar de pe urma observațiilor, specimenelor moarte din cauza mașinilor și înregistrărilor istorice că acești iepuri sunt încă prezenți în parc. Cauza declinului populațiilor din Wyoming este neclară.